# Dalhousie (Automarke)
Dalhousie war eine britische Automobilmarke, die 1906–1910 von The Anderson-Grice Co. Ltd. in Carnoustie (Forfar) hergestellt wurde.
Der Dalhousie war ein konventioneller, viersitziger Tourenwagen, der leicht an seinem schräg nach hinten gestellten Kühler erkennbar war.
Als die Firma 1910 erkannte, dass von den teuer entwickelten Wagen nur wenige Exemplare abzusetzen waren, stellte sie die Fertigung ein.

## Quelle
- David Culshaw & Peter Horrobin: The Complete Catalogue of British Cars 1895–1975. Veloce Publishing plc. Dorchester (1999).  ISBN 1-874105-93-6